# Atlántida Sport Club
El Atlántida Sport Club, conocido simplemente como Atlántida, es un club de fútbol paraguayo con sede en Barrio Obrero de la ciudad de Asunción. Fue fundado el 23 de diciembre de 1906. Milita en la Tercera División del fútbol paraguayo.
Entre sus logros se hallan tres subcampeonatos en la Primera División de la Asociación Paraguaya de Fútbol y dos campeonatos nacionales 1915 y 1917 en la extinta Liga Centenario de Fútbol.
El club pretende mudar su sede principal al estadio Mar del Chaco de la ciudad de Nueva Asunción, Presidente Hayes en los próximos años, el cual contará con una capacidad inicial para 7.000 espectadores y una capacidad final para 18.000 espectadores, siendo así el estadio de fútbol más grande la región Occidental del Paraguay.

## Historia

### Primeros años (1906 - 1996)
El 23 de diciembre de 1906, se reunían los señores Ramón Pratt, Flaviano Díaz, Héctor Díaz, Lino Bogado, Miguel Ferraro, el presbítero Antonio Tavarozzi -entre otros-, para fundar el Atlántida Sport Club, siendo electo Flaviano Díaz como primer presidente del club.
En ese año 1906 aparecieron otros clubes como El Porvenir de Ypacaraí (18 de mayo; primer club del interior) y el Club Asunción (15 de agosto). 
El Atlántida empezaba un largo andar, para llegar a ser considerado en una época como el club de los millonarios y así codearse con sus vecinos Sol de América, Nacional y Cerro Porteño, afincados todos ellos en el populoso Barrio Obrero. 
Participó por vez primera en el segundo campeonato de la entonces Liga Paraguaya de Football Association, de 1907. En el año 1911 logró el subcampeonato de la Primera División.
Ese año sin embargo, debido a problemas entre los clubes, Atlántida y otros abandonaron la Liga Paraguaya de Football Association, para participar en la paralela y hoy extinta Liga Centenario. Militó en la misma de 1912 a 1917, coronándose campeón nacional en dos oportunidades: en 1915 y en 1917.
Retornó a la Liga Paraguaya de Football Association en 1918, y estuvo en Primera División hasta 1925, año en que terminó último y debió descender. En 1927 se coronó campeón de la División Intermedia y volvió a Primera.
Volvió a conseguir el subcampeonato en 1936, y siguió en la misma división hasta 1950. Al año siguiente volvió a salir campeón de la Segunda División y ascendió. Entre 1952 y 1954 se darían sus últimas incursiones en la categoría principal del fútbol paraguayo.
En el año 1957 descendió de nuevo, esta vez a la Segunda de Ascenso, tercera y última categoría del fútbol paraguayo en ese entonces. En 1960 lograría coronarse campeón de esa división y retornar a la Segunda División.
En años posteriores volvió a descender a la Tercera División y en el año 1978 volvió a coronarse campeón de esa división y logró el ascenso. Pero rápidamente volvió a la última división y volvió a ganar el título  de esta categoría en el año 1981.

### Nueva era (1997 - 2009)
En 1997 se consagró campeón del primer campeonato de la Segunda de Ascenso como la Cuarta División del fútbol paraguayo (ante la creación en este año de la División Intermedia como la nueva segunda división), por lo que ascendió a Tercera División. 
En el año 2001 el club compró unas 50 hectáreas en Nueva Asunción (Ex Chaco'i) para construir allí un estadio nuevo en el futuro.
Luego de unos años vuelve a descender y en la temporada 2007 conseguiría el subcampeonato de la Segunda de Ascenso y el ascenso una vez más a la Tercera División, división en la que jugaría por dos años, pues acabaría en el último lugar en la temporada 2009.

### Estancamiento en la cuarta división (2010 - 2017)
El la temporada 2012 logró de nuevo el título de campeón de la Cuarta División derrotando en la final al Benjamín Aceval, de esta forma también lograría su ascenso a la Tercera División.
En la temporada 2013 ocupó el séptimo lugar en la Tercera División, en la temporada siguiente terminó en el penúltimo lugar por lo que volvió a descender a la Cuarta División.
En la temporada 2015 de la Primera División C (cuarta división), terminó en la 4.ª posición en la primera fase, por lo que logró su clasificación a los cuartos de final, pero fue eliminado en esa instancia.
En la temporada 2016 de la Cuarta División, el club terminó en la tercera posición en la primera fase, por lo que clasificó a la segunda fase con una bonificación de 0,50 puntos. En esa segunda fase el club terminó en la tercera posición de su grupo y no pudo clasificar al cuadrangular final. 
En la temporada 2017 el club logra salir campeón de la Primera División C (cuarta división) y ascender luego de muchos años a la Primera División B Metropolitana (tercera división).

### Ascenso a la tercera división y mudanza al Chaco (2018 - actualidad)
En la temporada 2018 terminó en el 10.º puesto, con resultados mixtos y un buen promedio, asegurando así su permanencia en la categoría.
En la temporada 2019 quedó en 13.º lugar, con resultados mixtos.
En la temporada 2020 todas las actividades futbolísticas se suspendieron debido a la pandemia de covid-19, por lo que esto golpeó significativamente la economía del club.
En la temporada 2021 culminó en el puesto 13, con resultados no tan buenos y estando cerca del descenso.
En septiembre del 2021, el club anunció el inicio de la construcción del estadio Mar del Chaco, un nuevo y moderno complejo deportivo en Nueva Asunción (a 10 km de Asunción) que tendrá una capacidad inicial para 7.000 espectadores y que en una segunda etapa tendrá una capacidad final para 18.000 espectadores. El club ha confirmado que se mudará allí una vez las obras estén terminadas aproximadamente en 2026, por lo que su antiguo predio, el estadio Flaviano Díaz de Barrio Obrero se transformará solo en su sede social, conservando únicamente su cancha de futsal y otras infraestructuras menores, mientras que la cancha de césped desaparecerá y será alquilada a una empresa privada para la construcción de un centro comercial.
En la temporada 2022 quedó en 3.º lugar, muy cerca del ascenso por solo 2 puntos, luego de lograr una muy buena campaña a lo largo de todo el año.
En la temporada 2023 finalizó en 11.º lugar, con resultados mixtos, pero con un buen promedio.
En la temporada 2024 tuvo una muy buena participación, pero culminó en tercer lugar y se quedó a solo 4 puntos del ascenso.
Desde entonces el club ha sabido mantenerse con un buen nivel dentro de la tercera división, con miras a ascender a la Segunda División en el futuro.

## Jugadores
Grandes figuras aparecieron en el Atlántida, como el Eulogio Martínez, que luego pasó al Libertad para deslumbrar en el mejor equipo del siglo XX, con la máquina liberteña (años ´50). Un 9 goleador, eficaz, técnico, habilidoso, comparado por muchos con el fenomenal Arsenio Erico, de Nacional, que vistió la casaca roja del Independiente de Avellaneda. Eulogio Martínez logró viajar a España para enrolarse con el Barcelona y ser llamado el "abrelatas", además de conseguir integrar la selección española (al ser nacionalizado) y jugar en el Mundial de Chile 1962. Más adelante aparecieron otras figuras como Paulo Da Silva, Víctor "Topo" Cáceres, Pablo Velázquez, entre otros.

### Jugadores destacados
- Eulogio Martínez
- César López Fretes
- Paulo Da Silva[27]
- Víctor Cáceres
- Pablo Velázquez
- Juan Gabriel Patiño

## Datos del club
- Actualizado el 15 de julio de 2024
- Temporadas en 1.ª: 34

(1907 a 1911, 1918 a 1925, 1928 a 1950 y 1952 a 1954).
- Participaciones en Copa Paraguay: 2019, 2022, 2023 y 2024.

(Mejor posición: Segunda Fase en 2024)

## Palmarés

### Torneos oficiales de la A.P.F.
| Competición Nacional    | Títulos            | Subcampeonatos     |
| ----------------------- | ------------------ | ------------------ |
| Primera División (0/3): |                    | 1910, 1911 y 1936. |
| Segunda División (2/0)  | 1927 y 1951.       |                    |
| Tercera División (3/2)  | 1960, 1978, 1981.  | 1983 y 1984.       |
| Cuarta División (3/2)   | 1997, 2012 y 2017. | 2006 y 2007.       |

### Liga Centenario de Paraguay
- Campeón de la Liga Centenario (2): 1915 y 1917

## Otros deportes
El club también participa en otras disciplinas deportivas, entre ellos el más destacable fue la obtención del título de campeón del campeonato metropolitano B (segunda división) de fútbol de salón en 1982.